# Claude Heymann (rabbin)
Pour les personnes ayant le même patronyme, voir Heymann.
Claude Heymann (né le 29 mai 1952 à Strasbourg, Bas-Rhin-) est le rabbin de Haguenau (Bas-Rhin), Saverne, Bas-Rhin, président de l'Association Morasha pour le Patrimoine du judaïsme alsacien, directeur du Talmud Torah de Strasbourg, rabbin des communautés du Bas-Rhin, jusqu'à sa retraite en juillet 2019.

## Biographie
Claude Heymann, est né le 29 mai 1952 à Strasbourg, Bas-Rhin. Il est le fils de Raymond Heymann et de Jeannette May née Ewselmann. 

### Études
Claude Heymann fait ses études secondaires à l'École Aquiba de Strasboug et obtient son baccalauréat en 1970.
Il étudie ensuite à la Yeshivath Haneguev à Netivot, en Israël, de 1970 à 1972 puis à la Yeshivath Beith Hakerem, en Israël de 1972 à 1974.
Ses études sont interrompues en 1975, pour son service militaire. En 1976, il devient étudiant au Séminaire israélite de France (SIF), dont il sort diplômé rabbin en 1979. De 1979 à 1981, il continue ses études talmudiques à Marseille.

### Rabbin de Haguenau
Claude Heymann devient le rabbin de Haguenau, Bas-Rhin, le 1er décembre 1982.
Il est directeur par intérim de la maison d'enfants Les Cigognes à Haguenau.

### Association Morasha
En 1993 il devient président de l'Association Morasha pour le Patrimoine du judaïsme alsacien.

### Strasbourg
En 2003, il devient directeur du Talmud Torah de Strasbourg et Rabbin des communautés du Bas-Rhin.

### Retraite
Il prend sa retraite en juillet 2019.

### Famille
Il est marié et père de 4 enfants.

## Publications
- Claude Heymann, « « Zakhor », un nouveau regard sur l'historiographie juive », Hamoré, nos 109-110,‎ mars 1985 (lire en ligne), recension de l'ouvrage de Yossef Haïm Yerushalmi, « Zakhor, Histoire juive et Mémoire juive »
- Claude Heymann, « Rav Samson Raphaël Hirsch », Hamoré, nos 118-119,‎ juillet 1987 (lire en ligne)
- Claude Heymann, « Rabbi Schnéour Zalman de Liady (1745-1813) », Hamoré, no 128,‎ mars 1990 (lire en ligne)
- Claude Heymann. Le rabbin S.R. Hirsch, un romantique?. Nouveaux Cahiers 99: 17-22 (1989-90)[6]
- Hazanim d’Alsace du XIXe et du XXe siècles, catalogue de l’exposition de l’association Morasha de Haguenau (Haguenau été 1997), introduction par Claude Heymann, préface par Max Warschawski, 120 pp., 80 photos et documents commentés[7]
- Claude Heymann, « Vie communautaire, spiritualité et musique dans la campagne alsacienne. Le rôle des chantres », Archives juives, vol. 35,‎ 2002 (lire en ligne)
- Claude Heymann. Édifice cultuel-judaïsme. In:  Messner Francis (dir.), Dictionnaire du droit des religions, Paris, Éditions du CNRS, 2011[8]
- Claude Heymann, « Quelques notions de citoyenneté au travers du judaïsme », sur 2ème rencontre annuelle de la CAMS, 26 avril 2017, p. 22